# 神明社 (加須市川口)
神明社（しんめいしゃ）は、埼玉県加須市の神社。

## 歴史
創建年代は不明である。ただ江戸時代後期の地誌『新編武蔵風土記稿』に記載されていることから、その頃には既に存在していたものと推測される。その『新編武蔵風土記稿』によれば、当時は「天照皇太神社」と称していた。旧社号額にも「天照皇太神宮」と記されている。近くの円光寺が旧別当寺であった。
1872年（明治5年）、近代社格制度に基づく「村社」に列せられ、1907年（明治40年）の神社合祀により、周辺の4社が合祀された。

## 交通アクセス
- 路線バス川口コミュニティセンター前停留所より徒歩7分。